# Université Louisiana Tech
L'université Louisiana Tech (en anglais : Louisiana Tech University, aussi appelé Louisiana Tech, LA Tech, ou Tech), est une université publique située dans la ville de Ruston, dans l'État de Louisiane.  

## Sports
L'université est présente dans de nombreux sports sous le nom de Bulldogs de Louisiana Tech ou Lady Techsters de Louisiana Tech pour les équipes féminines. Seize équipes représentent les couleurs de l'université et évoluent en National Collegiate Athletic Association (NCAA) dans la Western Athletic Conference depuis 2001. À partir du 1er juillet 2013, les équipes évolueront au sein de la Conference USA.

## Étudiants célèbres
- Rose Venkatesan, animatrice de talk-show indienne.